# Theodor Arldt

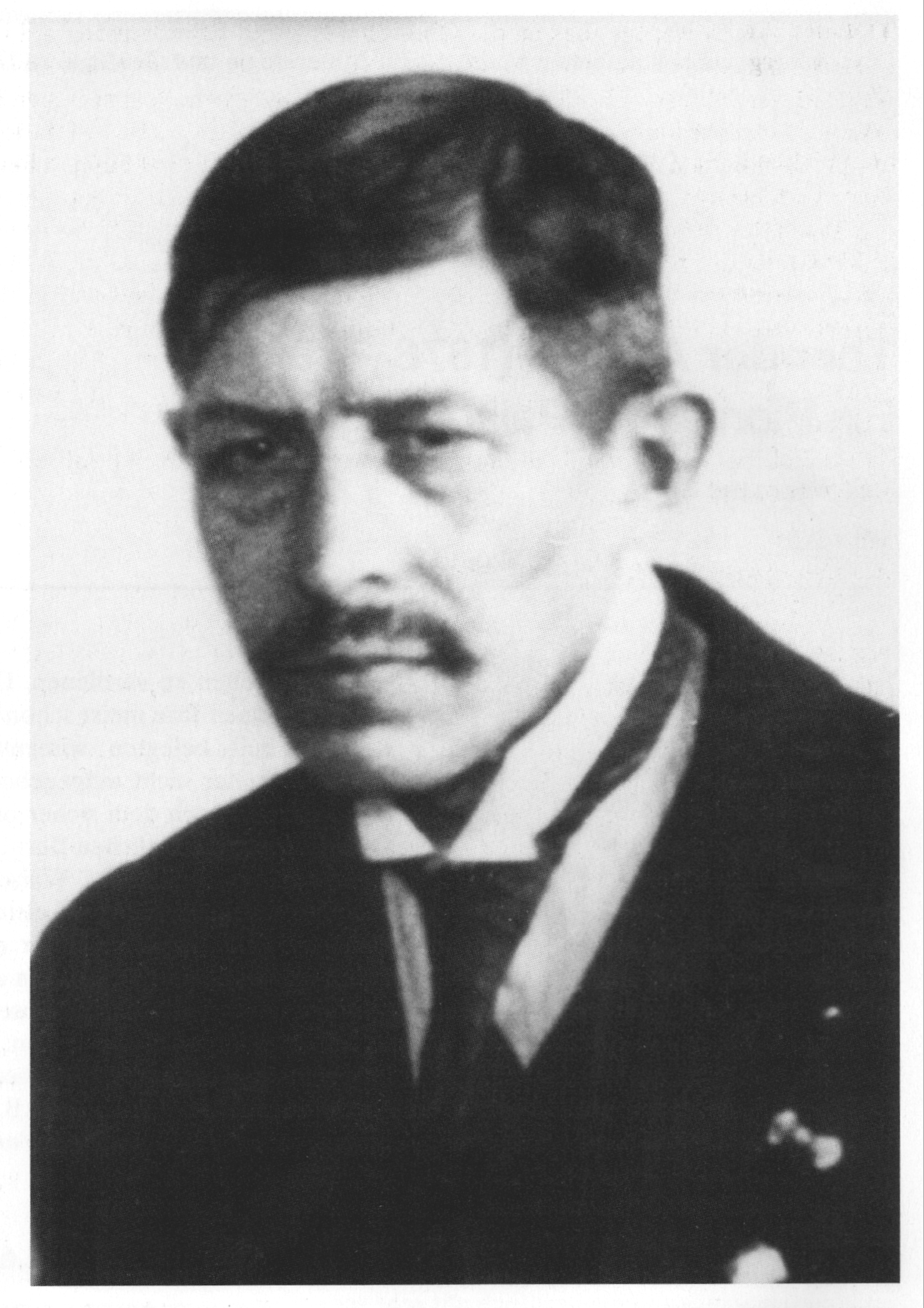
Theodor Arldt, 1927

Theodor Karl Hermann Arldt (* 20. Januar 1878 in Leipzig; † 11. November 1960 in Arnsdorf) war ein deutscher Naturwissenschaftler (Geografie, Paläogeographie, Biogeografie), Gymnasiallehrer und Lokalhistoriker.

## Leben
Theodor Arldt wurde am 20. Januar 1878 in Leipzig als Sohn des Glasermeisters Wilhelm Arldt geboren. In Freiberg besuchte er das Gymnasium und bekam hier Anregungen für seinen späteren Beruf. Von 1897 bis 1901 studierte er an der Universität Leipzig. Bereits 1901 promovierte er hier zum Dr. phil.
Nach einem Jahr als Hilfslehrer in Meerane kam Arldt im März 1902 nach Radeberg als Lehrer für Naturwissenschaften und Mathematik an die „Städtische Höhere Knabenschule“, die 1904 zum Realprogymnasium und 1925 zum Realgymnasium mit Realschule erhoben wurde. Der gesamte mathematisch-naturwissenschaftliche Unterricht an dieser Schule lag zunehmend, maßgeblich und richtungsweisend in seiner Hand. Er war als „Ständiger wissenschaftlicher Lehrer“ eingestellt und hatte 1907 den Titel Oberlehrer. 1917 ist Arldt zum Professor ernannt worden. 1927/1928, inzwischen Studiendirektor geworden, bewarb er sich um den Lehrstuhl für Geologie und Paläontologie an der Universität Greifswald, der durch den Weggang des Gründers der Paläontologischen Gesellschaft, Otto Jaekel, freigeworden war. Arldt wurde jedoch nicht eingestellt und blieb in Radeberg. Bis zu seiner Entlassung aus dem Schuldienst 1945/46 war er Konrektor des Radeberger Realgymnasiums und unterrichtete vor allem Mathematik, Physik, Chemie und Erdkunde.
Seine für die damalige Zeit neuen und modernen Auffassungen über die Einbeziehung der „Weltpolitik im Unterricht“ publizierte er in der Serie „Weltpolitische Bücherei“ im Rahmen seiner Arbeit als Mitglied der „Standesvereinigung der Höheren Lehrer“, in der er für die Lehrplanarbeit zuständig war.

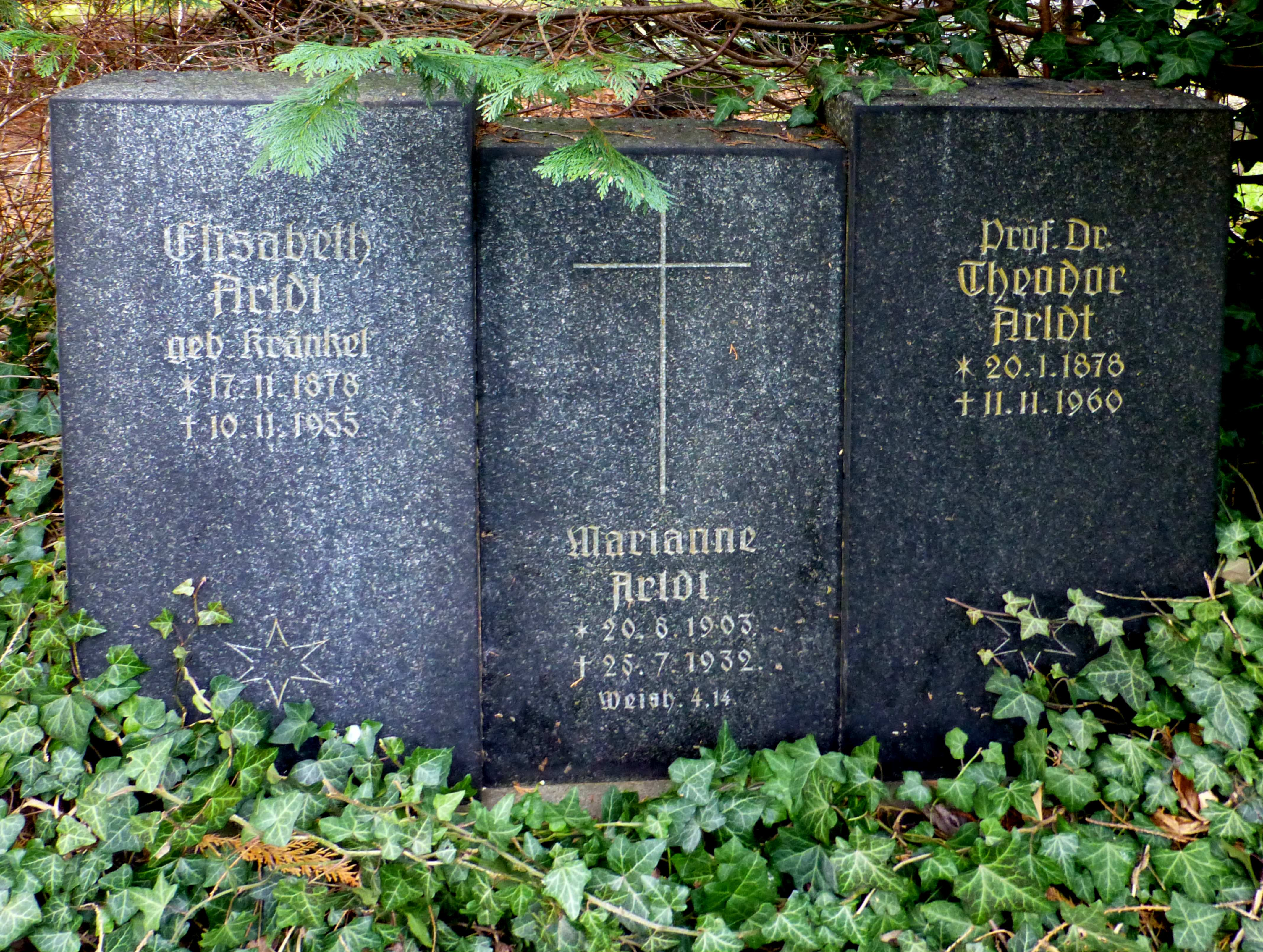
Familiengrabmal Theodor Arldt auf dem Friedhof Radeberg

Ab 1914 war Arldt im Rahmen der überregionalen Jugendbildungs-Vereine Vorsitzender des „Ortsausschusses für die Jugend zwischen Schul- und Wehrpflicht“. Bis zum Verbot des Jungdeutschen Ordens 1933 war Arldt Großmeister der Bruderschaft Radeberg. Bei der Technischen Nothilfe war er bis zu deren Auflösung durch die Alliierten 1945 Leiter des Katastrophenschutzes für den Bereich Radeberg und erwarb sich großes Ansehen.
Arldt war verheiratet mit Elisabeth geb. Kränkel (1878–1955). Das Ehepaar hatte drei Kinder: Marianne (1903–1932), Herbert (1905–1965) und Hildegard Elisabeth (1909–1998).
Theodor Arldt verstarb am 11. November 1960 im Bezirkskrankenhaus Arnsdorf und wurde auf dem Friedhof Radeberg im Familiengrab beerdigt. Sein bereits in der Jugend begonnenes, vielseitiges und umfangreiches Schaffen und seine frühe internationale Anerkennung als Wissenschaftler waren und blieben in seiner Heimatstadt Radeberg verhältnismäßig unbekannt.

## Wirken

### Geowissenschaftliche Arbeiten
Unmittelbar nach seiner Inauguraldissertation 1901 zum Thema Über den Parallelismus der Küsten von Südamerika veröffentlichte Arldt eine Vielzahl von Arbeiten, in denen er sich mit der damals in Entstehung begriffenen Tiergeografie und den daraus abgeleiteten möglichen früheren Verbindungen der heutigen Kontinente, sowie mit Wissenschaftszweigen wie Anthropologie, Paläontologie, Paläoklimatologie, Geophysik, Geologie bis hin zur Ur- und Frühgeschichte befasste. Dieses schon in der Jugend ausgeprägte universelle geowissenschaftliche Interesse führte dazu, dass Arldt sehr früh neben Lise Meitner zu den aktivsten Referenten der Zeitschrift Naturwissenschaftliche Rundschau gehörte und allein im Jahrgang 1910 dieser Zeitschrift über 100 Publikationen ausländischer Wissenschaftler bearbeitet und veröffentlicht hat.
Im Alter von erst 29 Jahren veröffentlichte er 1907 sein erstes umfangreiches wissenschaftliches Werk Die Entwicklung der Kontinente und ihrer Lebewelt – Ein Beitrag zur vergleichenden Erdgeschichte. Diese 730-seitige Monografie baute hauptsächlich auf Tier- und Pflanzengeografie auf. Arldt begründete darin die zweifelsfrei paläontologisch bewiesenen Beziehungen vor allem der Südkontinente mit sogenannten Globalen Landbrücken. Damit reihte er sich in die Gruppe der Pioniere dieses damals neuen Wissenschaftszweiges der Paläogeografie ein, vertreten durch Wissenschaftler wie Hermann von Ihering oder Philip Lutley Sclater. Schon bevor diese Thematik als „Landbrücken-Hypothese“ formuliert worden war, setzte sich Ernst Haeckel in seiner Natürlichen Schöpfungsgeschichte (Neunzehnter Vortrag, 1868) am Beispiel Indien / Madagaskar bzw. des hypothetischen (untergegangenen) Kontinentes Lemuria eingehend mit dieser Problematik auseinander. Auch Eduard Suess vertrat diese Hypothese und gab Lemuria den Namen Gondwana. Parallel zu Arldt hat sich auch Franz Kossmat mit Grundfragen der Paläogeografie befasst, jedoch aus seiner Sicht als Geologe, Geophysiker und Mineraloge.
Der Geowissenschaftler, Meteorologe und Polarforscher Alfred Wegener bezog dieses und andere Werke von Arldt in seine geowissenschaftlichen Forschungen ein. Aus Arldts Werk „Die Entwicklung der Kontinente und ihrer Lebewelt...“ erfuhr Wegener auch von den bemerkenswerten Ähnlichkeiten in der erdmittelalterlichen Flora und Fauna zwischen Brasilien und Gabun, und so auch von dem Konzept der versunkenen Landbrücken, die solche Verbindungen erklären sollten. Die Leichtigkeit des Zugreifens auf große Mengen von Informationen durch Arldts Karten in seinem Buch hat diese für Wegener so interessant gemacht und die intensive Auseinandersetzung Wegeners mit der Landbrücken-Hypothese gefördert. Wegener konsultierte Arldt und führte einen Gedankenaustausch, einschließlich der Übersicht und des Vergleichens von zwanzig hypothetischen interkontinentalen Landbrücken.
Als Wegener 1915 seine heute wieder aktuelle Schrift Die Entstehung der Kontinente und Ozeane verfasste, aber die paläontologischen Beziehungen der Kontinente nicht der von Arldt und anderen vertretenen Theorie früherer Landbrücken, sondern mit seiner neuen Theorie der Kontinentalverschiebungen begründete, die schließlich zu einer wesentlichen Grundlage des heutigen Modells der Plattentektonik wurde. Eine Korrespondenz zwischen Wegener und Arldt kann vermutet, aber heute nicht mehr belegt werden, da der überwiegende Teil des schriftlichen Nachlasses Arldts 1960 vernichtet worden ist.
Arldt hat sein erstes großes wissenschaftliches Werk ständig weitergeführt und aktualisiert. Für eine Neuauflage hatte er 2 Bände geplant. 1938 erschien Band 1 der vollständig neu bearbeiteten und erweiterten Zweiten Auflage. Das Manuskript für den zweiten Band, der nach der Biogeografie einen geologisch-kosmologischen Teil beinhalten sollte, ist mit anderen wissenschaftlich wertvollen Dokumenten Ende des Zweiten Weltkrieges in Berlin verbrannt. Damit blieb das eigentliche Lebenswerk Arldts, auch wenn es zu dieser Zeit aus geotektonischer Sicht bereits umstritten war, unvollendet.
In Petermanns Geographische Mitteilungen veröffentlichte Arldt 1910 Methoden und Bedeutung der Paläogeografie. In einer sehr komplexen Betrachtungsweise setzt er sich mit den Grundfragen dieses Wissenschaftsgebietes auseinander und belegt darin die biogeografischen, geologischen, paläontologischen und petrographischen Fachgebiete als Grundlagen sowie die biologische Systematik, die Entwicklungslehre, die Vergleichende Anatomie u. ä. als Voraussetzungen für Arbeiten auf diesem Gebiet. Arldts Fazit dieser Thematik war:
„Die anscheinend tote Erde gewinnt vor unserem geistigen Auge Leben“.
Seit 1890 gab Hermann Joseph Klein (1844–1914) das Jahrbuch der Astronomie und Geophysik heraus, in dem auch Arldt in loser Folge Schriften veröffentlichte (z. B. 1907 über die Inselketten Ozeaniens). Die für 1913 vorgesehene Ausgabe des Jahrbuches konnte Klein selbst nicht mehr verwirklichen. Arldt übernahm diese Aufgabe für seinen Wissenschaftler-Kollegen und fungierte unmittelbar nach dessen Tod im Juli 1914 als Herausgeber des damit letzten Jahrganges XXIV.
Das nächste umfangreiche Werk Arldts ist das 1917 bis 1924 erschienene Handbuch der Paläogeografie in 2 Bänden mit insges. 1647 Seiten und ca. 100 Abbildungen. Dieses war lange Zeit das „Standardwerk“ für dieses Wissenschaftsgebiet.
In seinem Werk Parallelismus der Leitlinien in Deutschland (1912) sowie einigen anderen kleineren Veröffentlichungen versuchte Arldt, geotektonische und geomorphologische Phänomene und Strukturen mittels mathematisch-physikalischer Formeln und Gesetze zu erklären. In Wissenschaftler-Kreisen erhielt er dafür Kritik.
Arldts Verdienst war es, einer der Wegbereiter der Paläogeografie gewesen zu sein. Im Vorwort zur 1. Auflage von Die Entwicklung der Kontinente und ihrer Lebewelt 1907 legt er dazu seine Grundgedanken dar:

„Im vorliegenden Buche hat Verfasser sich mit Absicht auf die Kontinente beschränkt und in großen Zügen deren Geschichte zu entwerfen gesucht, um zunächst einmal die Methoden der Paläogeographie zu entwickeln und anhand des Tatsachenmaterials auf ihre Berechtigung zu prüfen.“

In der Ankündigung für die 2. Auflage schrieb er:

„Vor beinahe 30 Jahren erschien dieses Buch ... als ein erster Versuch, die Erkenntnisse, die auf biogeographischem wie auf geologischem Wege getrennt über die früheren Zustände auf der Erdoberfläche gewonnen worden waren, in einem einheitlichen Bilde zusammenzufassen.“

### Landes- und heimatkundliche Arbeit
Neben seiner Arbeit als Naturwissenschaftler und Lehrer hat er schon frühzeitig eine Vielzahl kleinerer Arbeiten zur Geschichte, Geografie, Geologie, Flora und Fauna der Umgebung seiner neuen Heimat Radeberg verfasst, Beschreibungen von Wanderwegen veröffentlicht sowie geführte Wanderungen und Exkursionen organisiert. Damit hat er schon vor dem Ersten Weltkrieg allen Interessierten die engere Heimat nahegebracht.

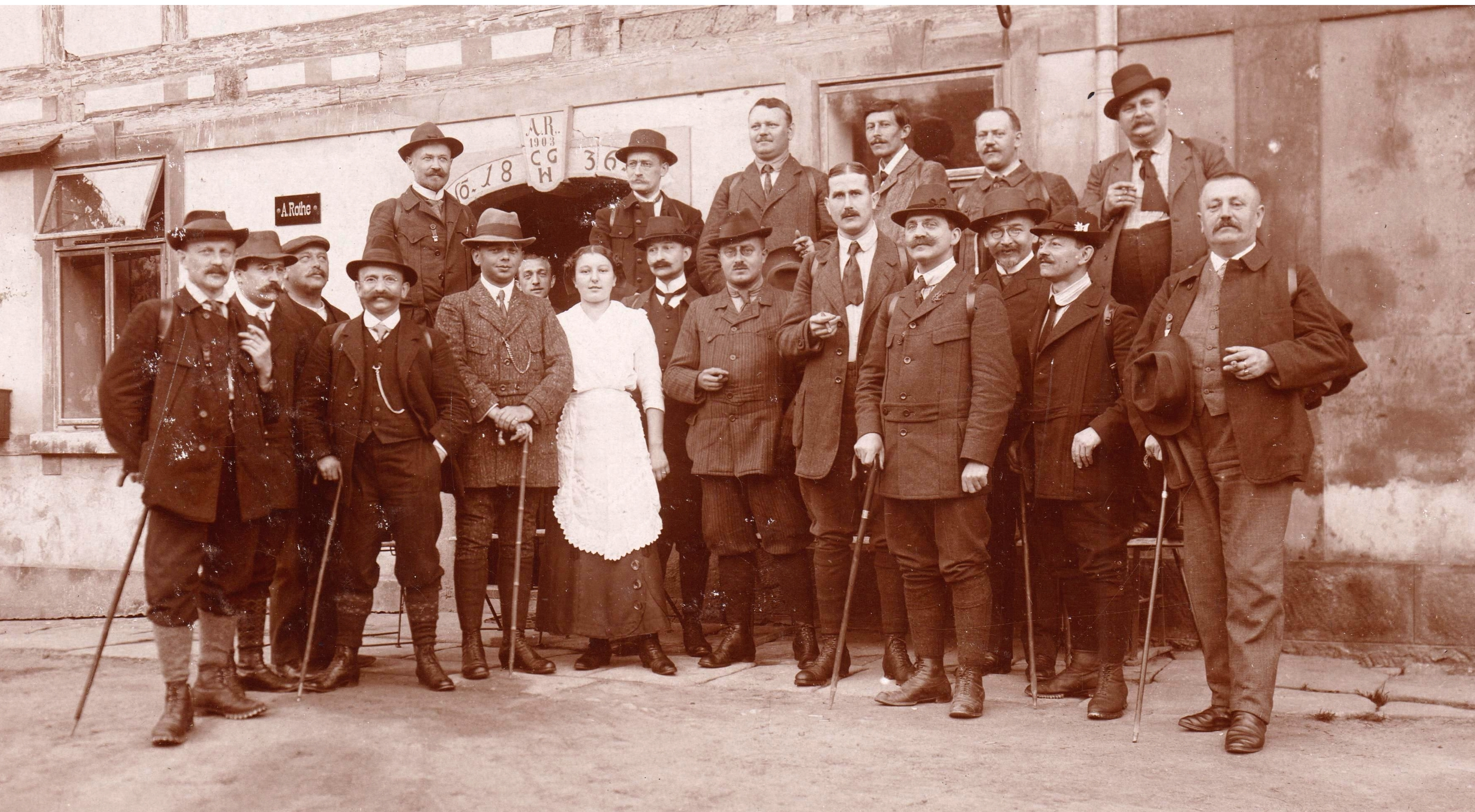
Mitglieder des Gebirgsvereins für die Sächsische Schweiz – Sektion Radeberg. Exkursion zur Böhmischen Mühle Hinterdaubitz am 23./24. August 1913. Theodor Arldt hinten 3. v.r.

Bereits 1910 war er Schriftführer im „Gebirgsverein für die Sächsische Schweiz Sektion Radeberg“. Im Gebirgsverein hat Arldt besondere Verdienste bei der Erschließung, Markierung und Dokumentation von Wanderwegen im Großraum des Elbsandsteingebirges erworben, die z. T. noch heute in den alten Verläufen existieren. 
Ein Beispiel ist Arldts Erkundung und Erstbegehung des neuen Aufstieges zum Rauschenstein am 27. Juli 1911 (Arldtweg).
Er verfasste 1927 die Wander-Bücher Mit Wanderstab und Kletterseil durchs Sächsische Felsengebirge und Wanderpfade der Heimat mit Beschreibungen der von der Sektion Radeberg betreuten Routen und deren Besonderheiten und Sehenswürdigkeiten.
Für das als Festgabe zum 50-jährigen Jubiläum des Gebirgsvereins 1927 im Auftrag des Gesamtvorstandes von Alfred Meiche herausgegebene Mühlenbuch – Von Mühlen und Müllern im Arbeitsgebiet des Gebirgsvereins für die Sächsische Schweiz war er mit Karl Lampe (dem letzten Vorsitzender des Gebirgsvereins bis zur Auflösung 1943/45), Friedrich Bernhard Störzner, Otto Mörtzsch, Moritz Herschel und anderen Historikern als Mit-Autor tätig und schrieb selbst mehrere Kapitel mit Beschreibungen von Mühlen an der Prießnitz (Dresdner Heide), der Gottleuba (Westrand des Elbsandsteingebirges) und der Biela (Sächsische Schweiz).
Zum 50. Jahrestag des Bestehens der Sektion Radeberg (später Ortsgruppe genannt) des Gebirgsvereins 1929 veröffentlichte Arldt die Schrift Geschichte der Ortsgruppe Radeberg des Gebirgsvereins für die Sächsische Schweiz. In der Radeberger Ortsgruppe wirkte er auch als Wanderführer und Vortragender. In die damals aufblühenden Interessengebiete Jugendwandern, Jugendhilfe, Jugendpflege und in das Jugendherbergswesen bezog er auch seine Schüler ein und entwickelte so deren Heimatverbundenheit und Heimatpflege.
Als nach dem Ende des Zweiten Weltkrieges der Schulbetrieb zeitweilig ruhte, organisierte Arldt mit den Schülern der höheren Klassen der Radeberger Oberschule gemeinnützige Arbeitseinsätze zur Neuanlage eines Wanderweges im Hüttertal und zur Instandsetzung des durch Hochwasser zerstörten Gebiets-Wanderweges Radeberg – Wallroda und förderte damit bei den Jugendlichen die Heimatverbundenheit.
Nach dem Ausscheiden aus dem aktiven Schuldienst 1945/46 widmete sich Arldt verstärkt regional-historischen sowie landes- und heimatkundlichen Aufgaben und der Verbreitung wissenschaftlicher Kenntnisse. 1948 ist er vom Kreisrat Dresden zum „Örtlichen Obmann zur Förderung der Heimatpflege und Heimatgeschichte“ ernannt worden.
Für die vom VEB Bibliographisches Institut Leipzig herausgegebene Publikationsreihe Unser kleines Wanderheft verfasste Arldt die Hefte 9 Die Dresdner Heide (1953) und 36 Das Rödergebiet um Radeberg. Seifersdorfer Tal (1955). Im Rahmen und Auftrag der Gesellschaft zur Verbreitung wissenschaftlicher Kenntnisse hielt Arldt bis ins hohe Alter populärwissenschaftliche Vorträge und verfasste kleinere Arbeiten. Auch für die in Radeberg und Umgebung erschienene Monatsschrift Radeberger Kulturleben schrieb Arldt mehrere Beiträge zur regionalen Geschichte. Im Kulturbund der DDR war er insbesondere auf dem Gebiet der Denkmalpflege aktiv. Er arbeitete auch als Pilzberater und gestaltete Pilz-Ausstellungen.
Bei der Einrichtung des Radeberger Heimatmuseums im Schloss Klippenstein 1953 stellte Arldt seine umfassenden naturwissenschaftlichen und historischen Kenntnisse zur Verfügung und war als Mitglied der Arbeitsgemeinschaft der Natur- und Heimatfreunde selbst aktiv am Aufbau dieses Museums beteiligt.

### Heimatchronistik
Im Rahmen der nach 1945 verstärkten landes- und heimatkundlichen Arbeit widmete sich Arldt verstärkt der Inventarisation der Region Radeberg. In Verbindung mit chronologisch aufbereiteten historischen Ereignissen, mit geologischen, grundherrschaftlichen, bevölkerungspolitischen, land- und forstwirtschaftlichen und die industrielle Entwicklung (einschl. Bau- und Verkehrsgeschichte) betreffenden Daten erarbeitete er die großformatige, fast 700 Seiten umfassende Chronik Radeberg und das Gebiet der Dresdner Heide und des Röderflusses – Ein Heimatbuch. Während im Teil 1 die Stadt selbst (einbezogen der „Tannengrund“ mit dem Radeberger Augustusbad) und Liegau behandelt werden, dokumentiert er im Teil 2 die Dresdner Heide und die umliegenden Orte. Arldt konnte dieses Werk bis zu seinem Tode nur als Manuskript fertigstellen (archiviert im Museum Schloss Klippenstein). Zum Druck ist es bisher nicht gekommen.
Arldts Heimatbuch reiht sich, zusammen mit der ebenfalls äußerst umfassenden Chronik der Stadt Radeberg von Felix Schwabe, der Stadtchronik von Rudolf Limpach und der Werke früherer Chronisten, in die Reihe der unverzichtbaren chronistischen Dokumentationen über Radeberg ein. Während Arldt seine örtlich strukturierten Schwerpunkte auf kurze, sachliche Ergebnisse seiner Inventarisation setzt, hat Schwabe seine Chronik in vier historische Hauptperioden (von der Erst-Erwähnung Radebergs 1219 bis zum Ersten Weltkrieg) gegliedert, in denen die jeweiligen gesellschaftspolitischen und territorialen Rahmenbedingungen vorangestellt und dann die konkreten historischen Ereignisse und Fakten geschildert werden.

## Werke (Auswahl)
- Über den Parallelismus der Küsten von Südamerika. Inauguraldissertation. Druck von C.G. Naumann, Leipzig 1901, OCLC 843373399 und OCLC 458512349
- Die Entwicklung der Kontinente und ihrer Lebewelt: ein Beitrag zur vergleichenden Erdgeschichte. W. Engelmann, Leipzig 1907, OCLC 6594845 Band 1 der zweiten, vollständig neu bearbeiteten und erweiterten Ausgabe: Berlin, Gebrüder Borntraeger, 1938, 1005 Seiten, OCLC 9021140. (Manuskript des Bandes 2 im Zweiten WK vernichtet)
- Handbuch der Palaeographie. Gebrüder Borntraeger, Leipzig 1917; 1919–1922, Band 1 Palaeaktologie; Band 2 Palaeogeographie, Literaturverzeichnis. Zus, OCLC 490218486. 2002 als Replikat/Taschenbuch erschienen
- Methoden der Paläogeographie. In: Handbuch der biologischen Arbeitsmethoden. Abt. 10, H. 1, OCLC 248015114 Später auch In: Methoden der Geologie Mineralogie Paläobiologie und Geographie. Urban & Schwarzenberg, Berlin 1930, OCLC 603955278
- Die Stammesgeschichte der Primaten und die Entwicklung der Menschenrassen. Springer, Berlin/ Heidelberg, Imprint 1915, OCLC 913672130. (s. a. Fortschritte der Rassenkunde. Heft 1, 1915)
- Germanische Völkerwellen und ihre Bedeutung in der Bevölkerungsgeschichte von Europa. Dieterich, Leipzig 1917, OCLC 419259608
- Die Völker Mitteleuropas und ihre Staatenbildungen. Dieterich, Leipzig 1917, OCLC 612911669. (online)
- Wohnstätten des Lebens. Theod. Thomas Verlag, Leipzig. Geschäftsstelle der Deutsch. Naturwissenschaftl. Gesellschaft 1910, OCLC 644431929.
- Weltpolitik im Unterricht. Zentral-Verlag, Berlin 1930, OCLC 875303838.
- Die Ausbreitung der Vögel. Berlin 1916, OCLC 312236399.
- Natürliche Grenzen und staatliche Brückenköpfe. Heymann, Berlin 1916, OCLC 935316168.
- Tiere der Vorwelt: Bilder aus der Saurierzeit. Thomas, Leipzig 1921, OCLC 163421631.
- Mit Wanderstab und Kletterseil durchs Sächsische Felsengebirge. Weise, Dresden 1927, OCLC 251120087.
- Die Simrothsche Pendulationstheorie. Berlin 1909, OCLC 312238703.
- Die Gestalt der Erde. Leipzig 1905, OCLC 312239127.
- Die Ausbreitung einiger Arachnidenordnungen, Mygalomorphen, Skorpione, Pedipalpen, Solipugen, Palpigraden. Berlin 1908, OCLC 312236584.
- Palaeaktologie. Gebr. Borntraeger, Leipzig 1919, OCLC 28321753.
- Die Fauna der alten Tierregionen des Festlandes. Nägele & Dr. Sproesser, Stuttgart 1912, OCLC 493755060.
- Das arktische Gebiet als Entwicklungszentrum. Teubner, Leipzig 1910, OCLC 316094674.
- Paläogeographie und Seismologie. Teubner, Leipzig 1909, OCLC 316094629
- Die Säugetierwelt Südamerikas. Jena 1907, OCLC 312235196
- Die Bedeutung der Antarktis in der Entwicklung der Erde und ihrer Lebewesen. Teubner, Leipzig 1911, OCLC 316094227
- Wirkung des Insellebens auf einige Tiergruppen. Leipzig 1908, OCLC 312236251
- Entwicklung der belgischen und nordfranzösischen Flüsse. Leipzig 1915, OCLC 312236674
- Fortschritte der Rassenkunde. 1. Die Stammesgeschichte der Primaten und die Entwicklung der Menschenrassen. August Hirschwald, Berlin 1915, OCLC 964049861
- Radeberg und das Gebiet der Dresdner Heide und des Röderflusses – Ein Heimatbuch. Schreibmaschinen-Manuskript. Radeberg 1960

## Schriften (Auswahl)
- Das Rödergebiet um Radeberg – Seifersdorfer Tal. (= Unser kleines Wanderheft. Heft 36). Bibliographisches Institut, Leipzig 1955, OCLC 73231359.
- Dresdner Heide. (= Unser kleines Wanderheft. Heft 9). Bibliographisches Institut, Leipzig 1953 OCLC 73231358. (Neu-Auflage: 1962 von Herbert Wotte im selben Verlag, OCLC 72973556)
- Die französisch-lothringischen Festungen und ihre geographische Bedeutung. In: Geographischer Anzeiger. Blätter für den geographischen Unterricht. Jg. 17, Heft 6, OCLC 867600246.
- Die Namen der ozeanischen Inselgruppen. In: Geogr. Anzeiger. 7., 1906, S. 247–249, OCLC 79837664.
- Erdrelief und Tetraederhypothese. In: Petermanns Geographische Mitteilungen. Jg. 57, Nr. 2, Gotha 1911, OCLC 49463184.
- Die Biogeographische Nomenklatur. In: Petermanns Geographische Mitteilungen. Jg. 58, Nr. 2, Gotha 1912, OCLC 49466787.
- Methoden und Bedeutung der Paläogeographie. In: Petermanns Geographische Mitteilungen. Heft 5, 1910, OCLC 31833011.
- Zerstreute Verbreitungsgebiete. In: Geographische Zeitschrift. 1907, OCLC 312235225.
- Formationen: Paläogeographie. In: Handwörterbuch der Naturwissenschaften. Band 4, Jena 1913, OCLC 316094427.
- Die ältesten Reptilien. In: Aus der Natur. Jg. 17. Quelle & Meyer, Leipzig ca. 1913, OCLC 316095134.
- Die tiergeographischen Reiche und Regionen. aus: Geogr. Zeitschr. Band 12, H. 4, Leipzig 1906, OCLC 312235121.
- Der mittelmeerische Gürtel und seine erdgeschichtliche Bedeutung. In: Mitteilungen des Vereins für Erdkunde zu Dresden. Band 2, H. 7, OCLC 839780703.
- Der Baikalsee und seine Lebewelt. In: Archiv für Hydrobiologie und Planktonkunde. Band 3, Nr. 189, 1907, S. 108–111, OCLC 717495452.
- Paläogeographisches zum Stammbaum des Menschen. In: Zeitschr. f. Morphologie und Anthropologie. Band 10, H. 2, OCLC 312236483.
- Zur Ausbreitung der Land- und Süsswassermollusken. In: Geogr. Zeitschr. Berlin 1915, OCLC 312236387.
- Die älteste Säugetierfauna Südamerikas und ihre Beziehungen. In: Archiv für Naturgeschichte. Jg. 73, Band 1, H. 2, OCLC 312236944.
- Neuere Fortschritte in der Paläontologie. In: Monatshefte für den naturwissenschaftlichen Unterricht aller Schulgattungen. Band 8, H. 8. Leipzig/ Berlin 1915, OCLC 312237033.
- Die Bedeutung der kambrischen Fauna für die Entwicklungslehre. In: Zeitschrift für den Ausbau der Entwicklungslehre, Archiv für Psychobiologie. Jg. 3, H. 5. Stuttgart 1909, OCLC 312237229.
- Parallelismus auf der Erdoberfläche. In: Gerlands Beiträge zur Geophysik. Leipzig 1906, OCLC 312239104.
- Die antipodische Lage von Land und Meer. In: Gerlands Beiträge zur Geophysik. Leipzig 1907, OCLC 312239195.
- Die Größe der alten Kontinente. In: Neues Jahrbuch für Mineralogie, Geologie und Paläontologie. Band 1, Stuttgart 1907, OCLC 312238412.
- Kleins Jahrbuch der Astronomie und Geophysik, XXIV. Jahrg. Hrsg. Theodor Arldt. Eduard Heinrich Mayer, Leipzig 1914, OCLC 760809116.
- Parallelismus der Inselketten Ozeaniens. 2 Teile. In: Zeitschrift der Gesellschaft für Erdkunde zu Berlin. 1906, OCLC 837768361.
- mit: Wilhelm Halbfaß: Methoden der Seenforschung. ca. 1919, OCLC 637886261. (aus: E. Abderhalden: Handbuch der biologischen Arbeitsmethoden. Abt. 10)
- Die tiergeographischen Reiche und Regionen. In: Geographische Zeitschrift. Jg. 12 H. 4, 1906, OCLC 5544857038.
- Natürliche Grenzen und staatliche Brückenkopfe. In: Zeitschrift für Politik. Jg. 9, 1916, OCLC 5919477907.
- Mühlenbuch – Von Mühlen und Müllern im Arbeitsgebiet des Gebirgsvereins für die Sächsische Schweiz. Hrsg. Alfred Meiche. Mitautor. Verlag A. Urban, Dresden 1927. Online-Ressource OCLC 719187305.
- Geschichte der Ortsgruppe Radeberg des Gebirgsvereins für die Sächsische Schweiz. Radeberg 1929.
- Dresdner Heide – Pillnitz – Radeberger Land. (Mitautor, Aufnahme von Arldts früherer Arbeit Radeberg – Historische Ortsbeschreibungen in das Werk). (= Werte unserer Heimat. Band 27). Akademie-Verlag, Berlin 1976, OCLC 500342597.
- In: Geographische Zeitschrift. Mehrere eigene, in vorgenannten Schriften nicht aufgeführte Veröffentlichungen und Reviews.
- Weitere Schriften in der DDB unter Arldt, Th.